# Castilleja pruinosa
Castilleja pruinosa är en snyltrotsväxtart som beskrevs av Merritt Lyndon Fernald. Castilleja pruinosa ingår i släktet målarborstar, och familjen snyltrotsväxter. Inga underarter finns listade i Catalogue of Life.

## Bildgalleri

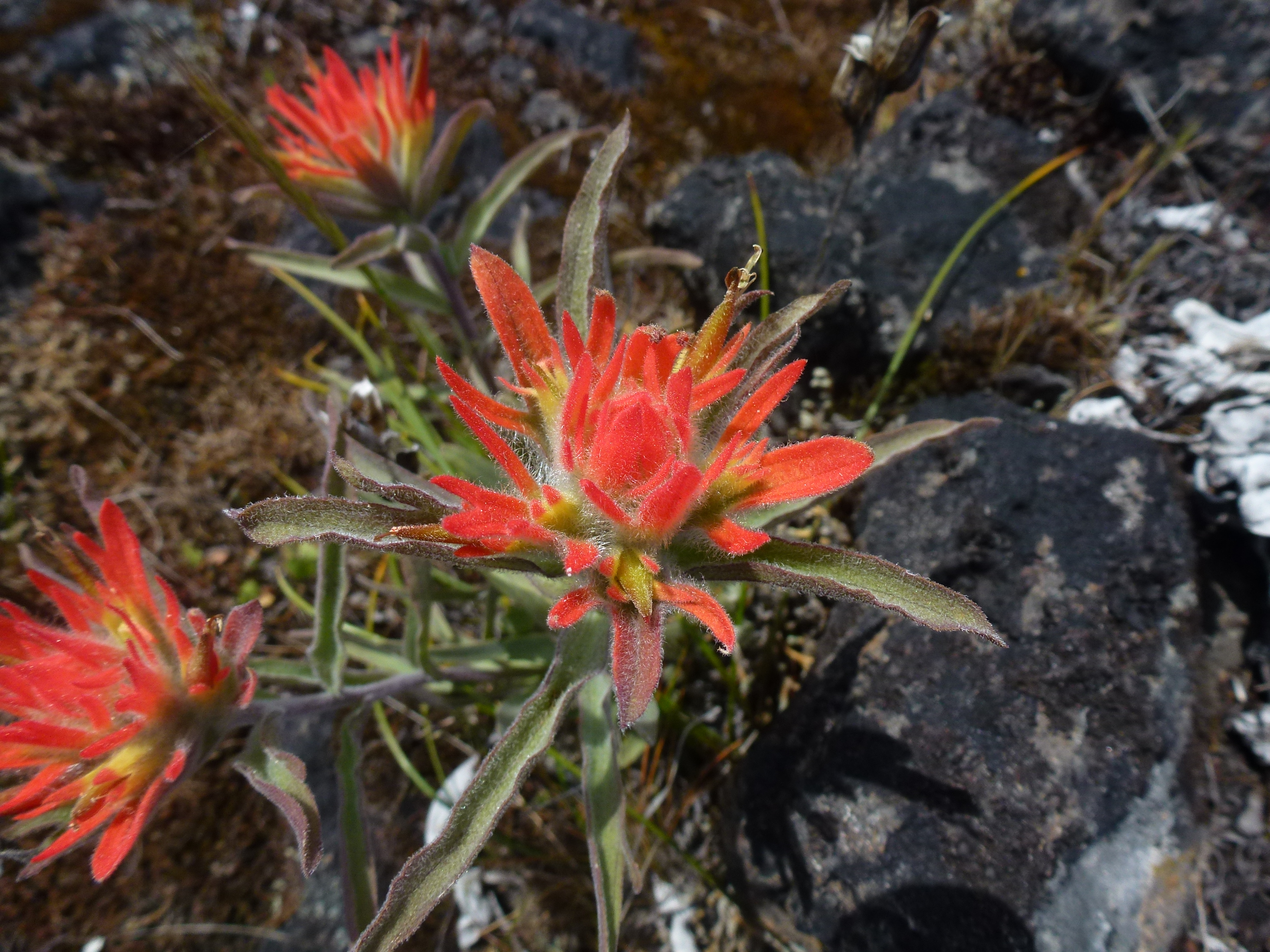